# Aras de los Olmos
Aras de los Olmos è un comune spagnolo di 383 abitanti situato nella comunità autonoma Valenciana.